# جونیپر هایتس (آریزونا)
جونیپر هایتس (به انگلیسی: Juniper Heights) یک منطقهٔ مسکونی در ایالات متحده آمریکا است که در آریزونا واقع شده‌است. جونیپر هایتس ۱٬۷۵۷ متر بالاتر از سطح دریا واقع شده‌است.